# Henjasaj Koda

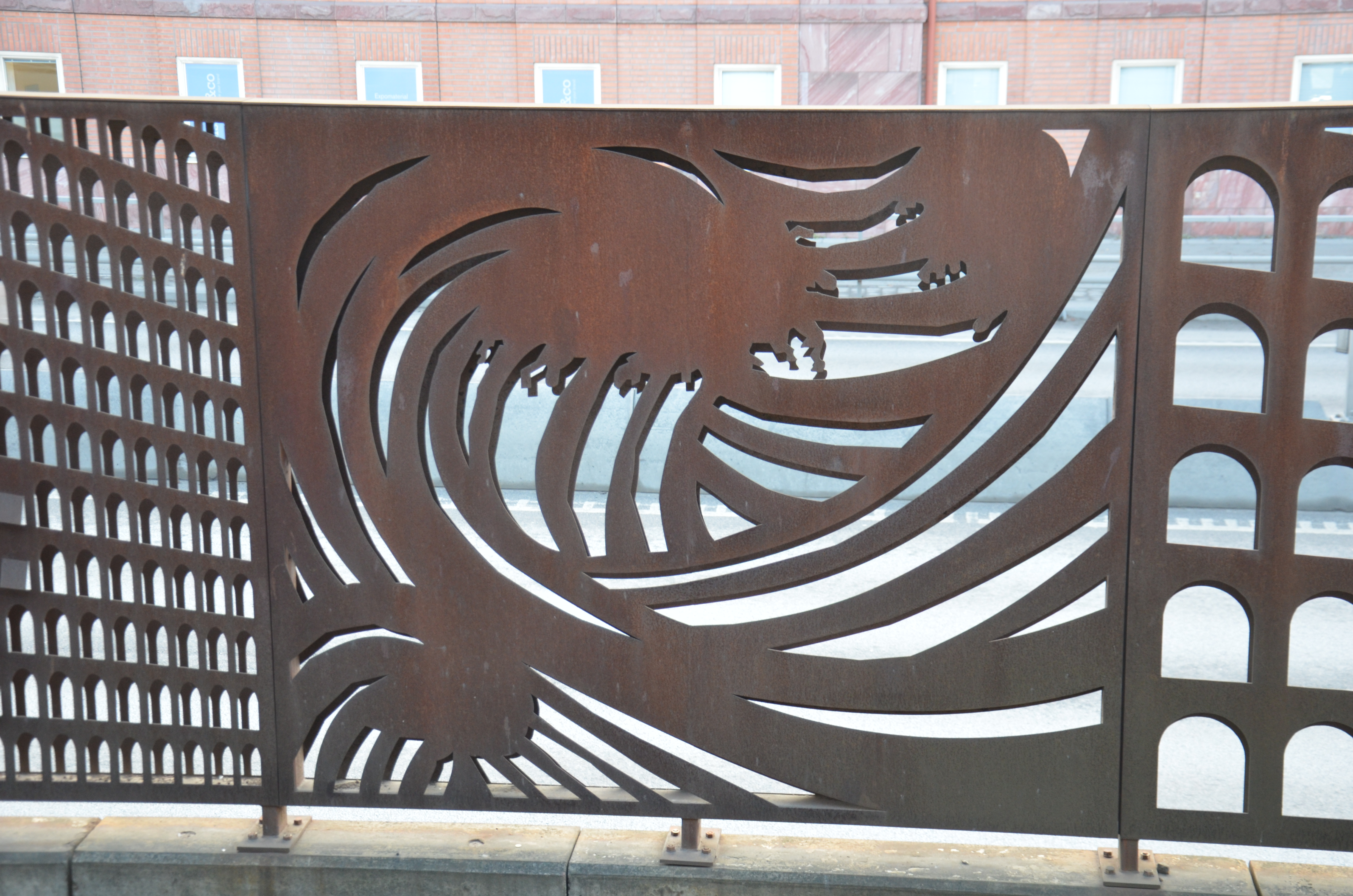
Detalj av Dropp från fjärran, uppsatt 1999 vid västra änden utmed Drottningholmsvägen av Alviks tunnelbanestation i Bromma, Stockholm. Det är ett 16 kg meter långt dubbelt skyddsräcke i cortenstål.

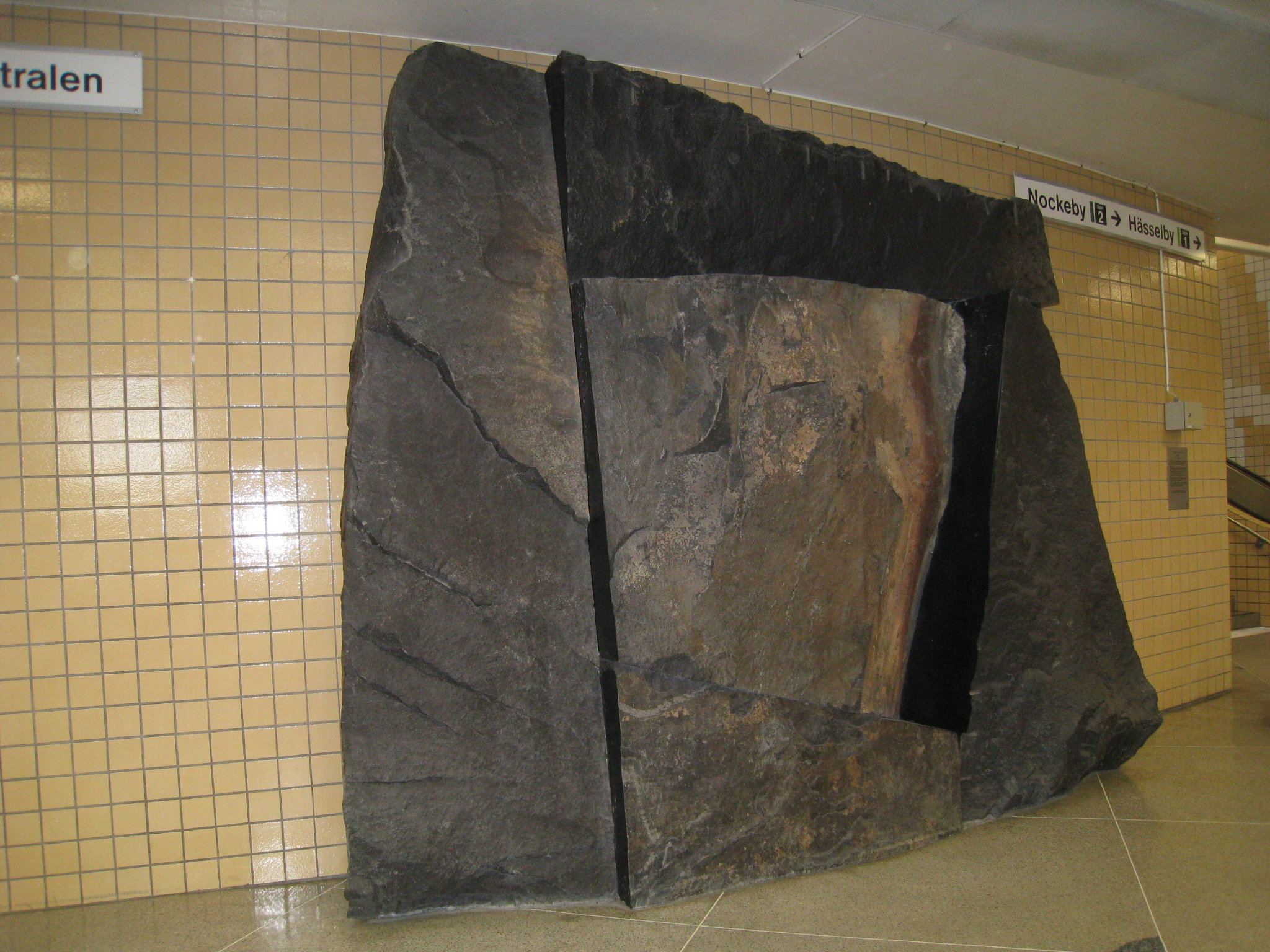
Gryningskälla, ett 28 kg tungt verk sammansatt av 5 diabasblock från norra Skåne, uppsatt 1999 i trapphallen till Alviks T-banestation, Bromma, Stockholm.

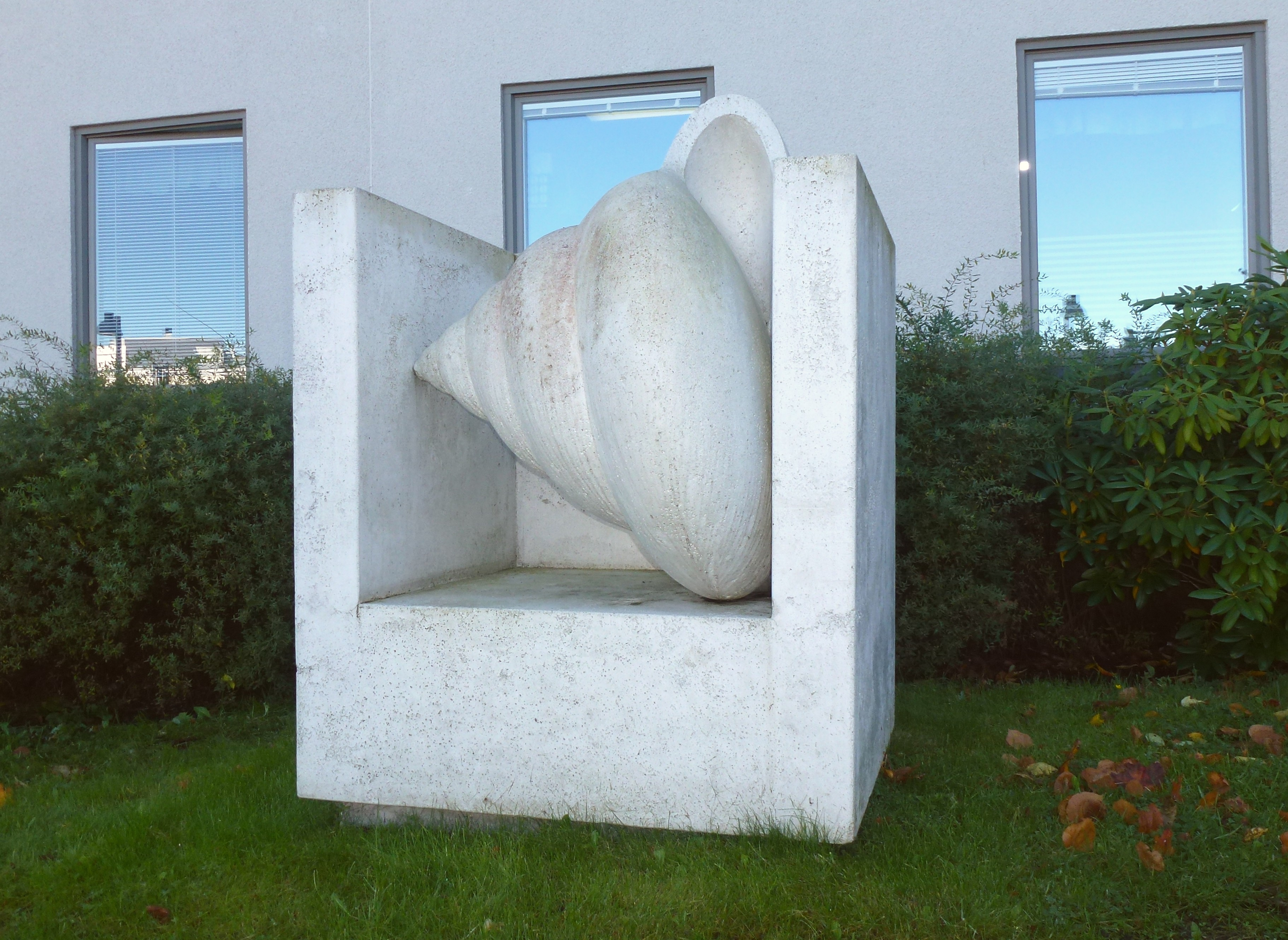
Tills tidvattnet kommer (1989), i marmorbetong, utanför Södersjukhuset, Stockholm, placerad 2002.

Henjasaj Nobuya Koda, född 15 juni 1947 i Hisayoshi i Ehime prefektur i Japan, är en japansk-svensk skulptör.
Henjasaj Koda utbildade sig på Konsthögskolan i Osaka, där han tog examen 1971 och där han också varit lärare. Henjasaj Koda har varit bosatt i Paris och Barcelona och är från 1980 bosatt i Stockholm. 
Henjasaj Koda har också gjort scenografi för uppsättningar av koreografen Carmen Olsson.

## Offentliga verk i urval
- Tills tidvattnet kommer, marmorbetong, 1989, placerad 2002 utanför Södersjukhuset i Stockholm.
- Vågornas möte, fem konstverk i Alviks tunnelbanestation i Bromma i Stockholm, konstverken invigdes den 21 december 1999.[2] Den konstnärliga gestaltningen Vågonas möte består av fem olika konstverk, som tillsammans bildar en enhet. Inspirationen är hämtad från Zen-filosofin. 
  - Gryningskälla, stenskulptur i huggen i diabas i biljetthallen, diabasen är från Boalt.
  - Orm och irisar, väggteckning cirka 110 m2 stor i cementmosaik på vägg vid entrén till Tvärbanans entréhall.
  - Vassens viskningar, klinkerväggarna utmed trappor till perrongerna, från biljetthallen till plattformen.
  - Isens fjäll, mosaikgolv i cementmosaik i biljetthallen till Alviks tunnelbanestation.[3]
  - Dropp från fjärran, skyddsräcke i cortenstål med klippmönster som löper utmed perrongen vid spåret, som vetter mot Drottningholmsvägen.
- Liksom månen i vattnet, tre skulpturer röd granit, på Handikappinstitutet i Stockholm: Floden, Berget och Dalen
- De vita, två skulpturgrupper  i glasfibermarmorbetong på ett hustak på Karolinska Universitetssjukhuset i Solna, dels Vita trädet och Vita stenen samt Vita månen och Vita fältet.

## Utställningar 2005-2016
- 12 mars -10 april 2016, Edsvik Konsthall Öst
- 13 juni — 30 september 2015, Udden Skulptur 2015
- 30 maj — 27 september 2015, Efter Kaos
- 14 juni 2014 — 15 september 2015, Värdens park
- 24 maj — 15 september 2014, Skulptur på spiken
- 5 — 27 maj 2012, European Sculpture, methods - materials - poetry
- 8 juli 2011 — 9 september 2012, Stenskulptur utställning
- 27 juni — 22 augusti 2010, Marsvinsholms Skulpturpark 2010
- 1 juli 2009 — 31 augusti 2010, Kraften i stenen, en utomhusutställning i Älvrummet i Trollhättan
- 26 februari — 3 april 2005, Medverkade i Vårsalongen Väsby Konsthall